# Comit de Gunale
Comit de Gunale fou el pare de Paulesa de Gunale que es va casar amb Torxitori I de Zori que fou el primer jutge de Gallura. Ja era mort el 1113 i la seva filla ho era el 1116 per la qual cosa cal suposar que vivien al segle xi.
Era fill de Marià I de Torres jutge de Torres, fill al seu torn d'Andreu Tanca.